# Бранденбург, Дан
Дан Бранденбург (нидерл. Daan Brandenburg; род. 14 ноября 1987, Лелистад) — нидерландский шахматист, гроссмейстер (2011). Победитель командного чемпионата Нидерландов в составе клуба Share Dimension (Гронинген).

## Биография
Дан Бранденбург вырос в многодетной семье. Все восемь детей в доме Бранденбургов в той или иной степени играли в шахматы, но Дан добился наибольших успехов. На определённом этапе ему помогал развивать шахматное мастерство Ян Верле — в дальнейшем первый фрисландский гроссмейстер.
В 2004 году 16-летний Бранденбург выиграл юношеский чемпионат Фрисландии, а в командном чемпионате Нидерландов 2006/2007 годов завоевал чемпионское звание в составе клуба Share Dimension (Гронинген), в восьми партиях принеся своей команде 5,5 очков.
Бранденбург является международным мастером с 2007 года. Выполнив в 2011 году в третий раз гроссмейстерскую норму, он получил звание гроссмейстера.

## Таблица результатов
| Год  | Город     | Турнир                                 | + | − | = | Результат | Место |
| ---- | --------- | -------------------------------------- | - | - | - | --------- | ----- |
| 2007 |           | «Dutch Open 2007»                      | 4 | 0 | 5 | 6½ из 9   | [ 4 ] |
| 2010 | Гронинген | «Schaakfestival Groningen 2010 Open A» | 4 | 0 | 5 | 6½ из 9   | [ 5 ] |
| 2011 | Лунд      | «Schackstudion GM turnering»           | 4 | 0 | 5 | 6½ из 9   | [ 6 ] |

## Изменения рейтинга
| Графики недоступны из-за технических проблем. См. информацию на Фабрикаторе и на mediawiki.org. |